# シモン・サブローザ
シモン・ペドロ・フォンセカ・サブローザ（Simão Pedro Fonseca Sabrosa, 1979年10月31日 - ）は、ポルトガル・ヴィラ・レアル出身のサッカー選手。元ポルトガル代表。ポジションはミッドフィールダー、フォワード。
日本ではシモンをシマゥン、シマオ、シマン、サブローザをサブロサと表記されることもある。
リスボンの2大クラブであるSLベンフィカとスポルティングCPでプレーした経験があり、スペインのFCバルセロナとアトレティコ・マドリード、RCDエスパニョールにも在籍。ポルトガル代表としてはFIFAワールドカップとUEFA欧州選手権に2度ずつ出場し、通算85試合に出場して22得点を挙げた。

## 経歴

### クラブ

#### スポルティングCP
ヴィラ・レアルのコンスタンティン村に生まれ、ルイス・フィーゴやクリスティアーノ・ロナウドを輩出したスポルティングCPの下部組織に入団した。17歳だった1996年、ジル・ヴィセンテ戦でトップチームデビューすると、1997-98シーズンにはレギュラーの座を奪取した。1998-99シーズンにはリーグ戦で10得点とブレイクし、スポルティング在籍時には通算53試合に出場して12得点した。

#### FCバルセロナ
1999年夏、移籍金1500万ユーロ（約24億7500万円）でスペイン・リーガ・エスパニョーラのFCバルセロナに移籍した。1999-2000シーズンは左ウイングとしてプレーし、右ウイングのルイス・フィーゴと良いコンビを築いた。しかし、チームの戦術にうまく対応できず、わずか2シーズンの在籍に終わった。

#### SLベンフィカ
2001年夏、わずか2シーズンの在籍でFCバルセロナを離れ、移籍金1200万ユーロ（約19億8000万円）で母国のベンフィカに移籍した。すぐにファンのお気に入りの選手となり、キャプテンにも就任した。6シーズンの在籍期間中ずっとチーム得点王となり、リーグ全体を見渡しても得点ランキング上位に位置した。2004-05シーズンにはリーグ戦全試合にフル出場して15得点し、11シーズンぶりのリーグ優勝を飾った。タッサ・デ・ポルトガルでも決勝に進出し、決勝のヴィトーリア・セトゥーバル戦では4分にペナルティキックで先制点を決めたが、その後逆転されて準優勝に終わった。同シーズンのUEFAカップでも全試合に出場し、FKデュクラ・バンスカー・ビストリツァ戦 (3-0) での2得点を含めて4得点した。2005-06シーズンも好調を維持し、UEFAチャンピオンズリーグでは準々決勝に進出した。チームが戦った10試合のうち8試合に出場し、グループリーグのマンチェスター・ユナイテッド戦 (1-2) ではアラン・スミスのファールによって自らが得た直接フリーキックを見事にゴールに蹴り込み、反撃の機運を高めた。決勝トーナメント1回戦では前年度覇者のリヴァプールと対戦し、アンフィールドで行われた試合ではGKペペ・レイナの左側を射抜くシュートを決めた。2試合合計3-0で勝利し、準々決勝進出を決めた。
2005年夏にはリヴァプールのターゲットになり、約1200万ポンドのオファーが出されたが、ベンフィカがより高い金額を求めたために交渉は決裂した。2006年夏にもマンチェスター・ユナイテッドやリヴァプールなどのクラブが獲得に興味を示したが、ベンフィカに残留する道を選んだ。

#### アトレティコ・マドリード

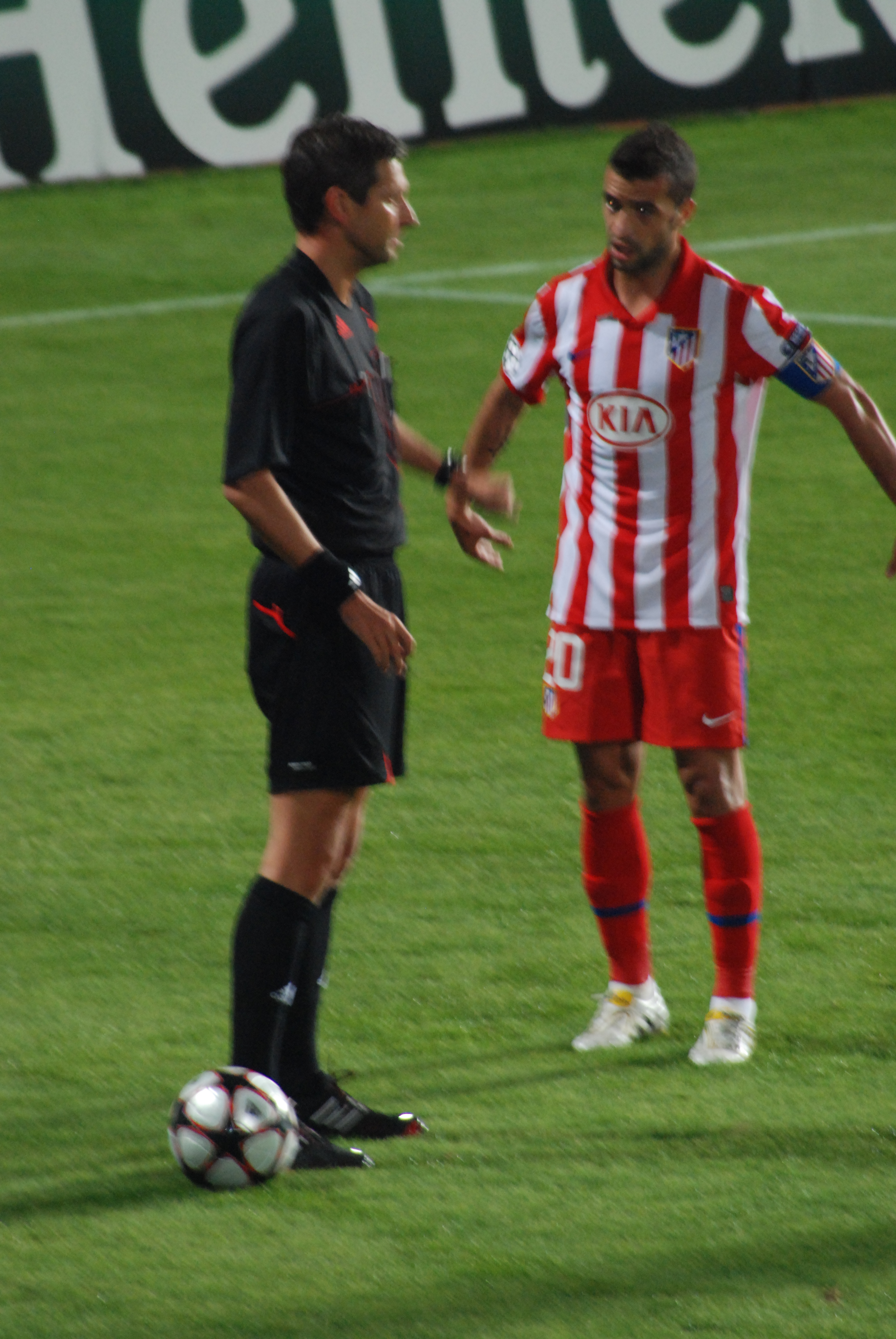
アトレティコ・マドリード時代のシモン(右)

2007年7月20日、スペインのアトレティコ・マドリードと年俸250万ユーロ（約4億円）で4年契約を結んだ。移籍金は2000万ユーロ（約32億4000万円）。2007-08シーズンと2008-09シーズンは絶対的なレギュラーであり、2シーズン連続でリーグ戦7得点を挙げ、2シーズン連続でUEFAチャンピオンズリーグ出場権内の4位となった。2009年4月12日のデポルティーボ・ラ・コルーニャ戦において、100年以上の歴史を誇るアトレティコ・マドリードのリーグ戦通算4000得点目を決めた。2009年夏にはアベル・レシーノ監督が就任し、チーム改造の最中にシモンはキャプテンに指名された。2009-10シーズンのチームは全体的に低調なプレーぶりだったが、UEFAチャンピオンズリーグ・グループリーグのAPOELニコシア戦 (1-1) では引き分けに持ち込む得点を決め、グループリーグ3位でのUEFAヨーロッパリーグ出場に貢献した。2010年1月14日、コパ・デル・レイのレクレアティーボ・ウェルバ戦 (5-1) では、2試合合計同点に追いつく素晴らしいフリーキックなどで2得点を挙げた。UEFAヨーロッパリーグのガラタサライSK戦でも重要な得点を決め、決勝ではフラムFCに勝利して優勝した。2010年2月14日のFCバルセロナ戦では、それまでリーグ戦で無敗を続けていたチームに対して決勝ゴールを決め、勝負強さを見せつけた。
2010年8月に行われたUEFAスーパーカップ・インテルナツィオナーレ・ミラノ戦 (2-0) ではセルヒオ・アグエロの得点をアシストし、2010年9月22日のビジャレアルCF戦 (1-1) では重要な得点を奪うなど、2010-11シーズンは開幕戦からの8試合で3得点を挙げる活躍を見せ、16戦中15試合に出場した。アントニオ・ロペス欠場時にはしばしばキャプテンを務めた。

#### ベシクタシュJK
2010年12月22日、ウーゴ・アルメイダやリカルド・クアレスマなどポルトガル人が多く在籍していたトルコ・スュペルリグのベシクタシュJKと契約を結んだ。5月11日、テュルキエ・クパス決勝のイスタンブールBB戦（2-2、PK戦4-3）ではPK戦にもつれ込んだが、シモンが最終キッカーとして優勝を決めた。

#### RCDエスパニョール
2012年8月17日にスペインのRCDエスパニョールに移籍した。2013-14シーズン終了後にエスパニョールを退団した。

#### ノースイースト・ユナイテッドFC
2015年6月25日、インドのノースイースト・ユナイテッドFCへ加入したことを発表した。引退の可能性も取り沙汰されていたが、1年間の無所属を経て再びピッチに戻ってくることになった。

### 代表

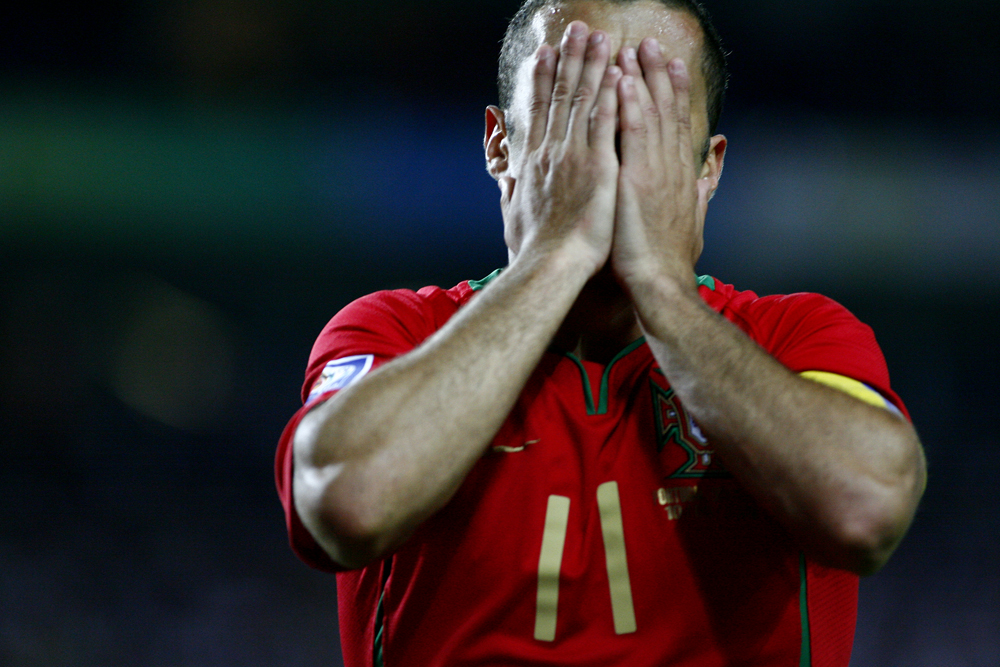
ポルトガル代表でのシモン

1996年にはU-17ポルトガル代表としてUEFA U-17欧州選手権に出場して優勝した。1997年にはU-18ポルトガル代表に昇格し、1999年頃にはU-21ポルトガル代表のレギュラーであった。
19歳だった1998年11月18日、イスラエル戦でポルトガルA代表デビューした。2002 FIFAワールドカップ・ヨーロッパ予選では6試合に出場して本大会出場に貢献したが、本大会直前に行われたフィンランド戦で左膝靭帯損傷の大怪我を負い、本大会出場を逃した。

#### UEFA EURO 2004
2004年には母国で開催されたUEFA EURO 2004の出場メンバーに選ばれ、6試合中3試合に出場して準優勝という好成績に貢献した。準々決勝のイングランド戦で途中出場すると、相手MFフランク・ランパードの厄介なパスをインターセプトしてエルデル・ポスティガにクロスを送り、フリーのポスティガが同点に追いつくヘディングシュートを決めた。延長戦でも決着が付かずにPK戦にもつれ込んだが、シモンもPKを成功させて準決勝進出に貢献した。

#### 2006 FIFAワールドカップ
2006年にはドイツで開催されたワールドカップに出場し、グループリーグのメキシコ戦 (2-1) の24分に先制点を挙げた。準々決勝ではイングランドと対戦し、再び勝敗の行方はPK戦に持ち込まれたが、PKを成功させて勝利した。

#### UEFA EURO 2008
2008年にはスイスとオーストリアで共催されたUEFA EURO 2008のメンバーに選ばれ、3試合に出場したが、準々決勝でドイツに敗れた。

#### 2010 FIFAワールドカップ
2010 FIFAワールドカップ・ヨーロッパ予選では世界的なスター選手となったクリスティアーノ・ロナウドに注目が集まったが、ハンガリー戦 (3-0) で2得点を挙げるなど、同予選ではチーム内得点王となる4得点を挙げた。南アフリカで開催された2010 FIFAワールドカップ本大会のメンバーにも選出され、7-0と大勝したグループリーグの北朝鮮戦ではきっちりと得点を奪った。
2010年8月27日、個人的な理由により代表引退することを発表した。

## 人物

### 家族
3人兄弟の末子である。2009年3月15日、姪がケブラーダの海岸で溺死した。既婚者であり、妻との間に一男一女がいる。

### その他
Como Se Faz um Campeão（ハウ・トゥ・メイク・ア・チャンピオン）というタイトルの子ども向けサッカーDVDを発売している。このDVDではパス、トラップ、クロス、シュートなどサッカーの基本となる技術的要素を取り扱い、DVDの歴史上先例のない映像の技術効果を巧みに使って説明されている。彼はまた、ZON Multimédiaからオファーを受けて高解像度チャンネルのSport TVの司会を務めた。この映像はリスボン郊外のエスタディオ・ナシオナルで撮影され、試合前の控室の様子が映されている。
テレビゲームであるFIFA 10のポルトガル版ではフランク・ランパードとともにパッケージキャラクターを担当した。

## 個人成績

### クラブでの出場記録
| クラブ                   | リーグ           | シーズン | 国内リーグ | 国内リーグ | 国内カップ | 国内カップ | Europe | Europe | 通算 | 通算 |
| クラブ                   | リーグ           | シーズン | 出場       | 得点       | 出場       | 得点       | 出場   | 得点   | 出場 | 得点 |
| ------------------------ | ---------------- | -------- | ---------- | ---------- | ---------- | ---------- | ------ | ------ | ---- | ---- |
| スポルティングCP         | スーペル・リーガ | 1996-97  | 2          | 1          | 1          | 0          | 0      | 0      | 3    | 1    |
| スポルティングCP         | スーペル・リーガ | 1997-98  | 21         | 1          | 3          | 0          | 2      | 0      | 26   | 1    |
| スポルティングCP         | スーペル・リーガ | 1998-99  | 30         | 10         | 1          | 0          | 2      | 0      | 33   | 10   |
| スポルティングCP         | スーペル・リーガ | 通算     | 53         | 12         | 5          | 0          | 4      | 0      | 62   | 12   |
| FCバルセロナ             | ラ・リーガ       | 1999-00  | 21         | 1          | *          | *          | 7      | 0      | *    | *    |
| FCバルセロナ             | ラ・リーガ       | 2000-01  | 25         | 2          | *          | *          | 9      | 0      | *    | *    |
| FCバルセロナ             | ラ・リーガ       | 通算     | 46         | 3          | *          | *          | 16     | 0      | *    | *    |
| SLベンフィカ             | スーペル・リーガ | 2001-02  | 26         | 11         | 1          | 0          | –      | –      | 27   | 11   |
| SLベンフィカ             | スーペル・リーガ | 2002-03  | 33         | 18         | 0          | 0          | –      | –      | 33   | 18   |
| SLベンフィカ             | スーペル・リーガ | 2003-04  | 31         | 12         | 4          | 1          | 10     | 2      | 45   | 15   |
| SLベンフィカ             | スーペル・リーガ | 2004-05  | 34         | 15         | 4          | 3          | 10     | 4      | 48   | 22   |
| SLベンフィカ             | スーペル・リーガ | 2005-06  | 24         | 9          | 3          | 2          | 8      | 2      | 35   | 13   |
| SLベンフィカ             | スーペル・リーガ | 2006-07  | 24         | 11         | 3          | 1          | 12     | 4      | 39   | 16   |
| SLベンフィカ             | スーペル・リーガ | 通算     | 172        | 76         | 15         | 7          | 40     | 12     | 227  | 95   |
| アトレティコ・マドリード | ラ・リーガ       | 2007-08  | 30         | 7          | 3          | 0          | 8      | 3      | 41   | 10   |
| アトレティコ・マドリード | ラ・リーガ       | 2008-09  | 33         | 7          | 3          | 0          | 8      | 2      | 44   | 9    |
| アトレティコ・マドリード | ラ・リーガ       | 2009-10  | 34         | 2          | 8          | 3          | 17     | 2      | 59   | 7    |
| アトレティコ・マドリード | ラ・リーガ       | 2010-11  | 16         | 4          | 1          | 1          | 7      | 1      | 24   | 6    |
| アトレティコ・マドリード | ラ・リーガ       | 通算     | 113        | 20         | 15         | 4          | 40     | 8      | 168  | 32   |

*Information not available

## 代表歴

### 出場大会
- ポルトガル代表
  - 2006 FIFAワールドカップ
  - 2010 FIFAワールドカップ

### 試合数
- 国際Aマッチ 85試合 22得点（1998年-2010年）[32]

| ポルトガル代表 | 国際Aマッチ | 国際Aマッチ |
| 年             | 出場        | 得点        |
| -------------- | ----------- | ----------- |
| 1998           | 1           | 1           |
| 1999           | 0           | 0           |
| 2000           | 5           | 0           |
| 2001           | 5           | 0           |
| 2002           | 4           | 0           |
| 2003           | 8           | 3           |
| 2004           | 12          | 1           |
| 2005           | 6           | 2           |
| 2006           | 12          | 5           |
| 2007           | 6           | 2           |
| 2008           | 9           | 4           |
| 2009           | 10          | 3           |
| 2010           | 7           | 1           |
| 通算           | 85          | 22          |

### 得点
| #   | 日時            | 場所               | 相手                   | スコア | 結果 | 大会                                    |
| --- | --------------- | ------------------ | ---------------------- | ------ | ---- | --------------------------------------- |
| 1.  | 1998年11月18日  | セトゥーバル       | イスラエル             | 2-0    | 2-0  | 親善試合                                |
| 2.  | 2003年4月30日   | アイントホーフェン | オランダ               | 1-1    | 1-1  | 親善試合                                |
| 3.  | 2003年8月20日   | シャヴェス         | カザフスタン           | 1-0    | 1-0  | 親善試合                                |
| 4.  | 2003年10月11日  | リスボン           | アルバニア             | 2-2    | 5-3  | 親善試合                                |
| 5.  | 2004年10月13日  | リスボン           | ロシア                 | 5-1    | 7-1  | 2006 FIFAワールドカップ・ヨーロッパ予選 |
| 6.  | 2005年9月3日    | ファロ             | ルクセンブルク         | 5-0    | 6-0  | 2006 FIFAワールドカップ・ヨーロッパ予選 |
| 7.  | 2005年9月3日    | ファロ             | ルクセンブルク         | 6-0    | 6-0  | 2006 FIFAワールドカップ・ヨーロッパ予選 |
| 8.  | 2006年6月3日    | メス               | ルクセンブルク         | 0-1    | 0-3  | 親善試合                                |
| 9.  | 2006年6月3日    | メス               | ルクセンブルク         | 0-2    | 0-3  | 親善試合                                |
| 10. | 2006年6月21日   | ゲルゼンキルヒェン | メキシコ               | 2-0    | 2-1  | 2006 FIFAワールドカップ                 |
| 11. | 2006年11月15日  | コインブラ         | カザフスタン           | 1-0    | 3-0  | UEFA EURO 2008予選                      |
| 12. | 2006 年11月15日 | コインブラ         | カザフスタン           | 3-0    | 3-0  | UEFA EURO 2008予選                      |
| 13. | 2007年2月6日    | ロンドン           | ブラジル               | 0-1    | 0-2  | 親善試合                                |
| 14. | 2007年9月12日   | リスボン           | セルビア               | 1-0    | 1-1  | UEFA EURO 2008予選                      |
| 15. | 2008年5月31日   | レイリア           | ジョージア             | 2-0    | 2-0  | 親善試合                                |
| 16. | 2008年8月20日   | アヴェイロ         | フェロー諸島           | 2-0    | 5-0  | 親善試合                                |
| 17. | 2008年9月6日    | タカリ             | マルタ                 | 0-3    | 0-4  | 2010 FIFAワールドカップ・ヨーロッパ予選 |
| 18. | 2008年11月19日  | ガマ               | ブラジル               | 4-2    | 6-2  | 親善試合                                |
| 19. | 2009年10月10日  | リスボン           | ハンガリー             | 1-0    | 3-0  | 2010 FIFAワールドカップ・ヨーロッパ予選 |
| 20. | 2009年10月10日  | リスボン           | ハンガリー             | 3-0    | 3-0  | 2010 FIFAワールドカップ・ヨーロッパ予選 |
| 21. | 2009年10月14日  | ギマランイス       | マルタ                 | 2-0    | 4-0  | 2010 FIFAワールドカップ・ヨーロッパ予選 |
| 22. | 2010年6月21日   | ケープタウン       | 朝鮮民主主義人民共和国 | 2-0    | 7-0  | 2010 FIFAワールドカップ                 |

## タイトル

### クラブ
SLベンフィカ
- タッサ・デ・ポルトガル：1回 (2003-04)
- スーペル・リーガ：1回 (2004-05)
- スーペルタッサ・カンディド・デ・オリベイラ：1回 (2005)

アトレティコ・マドリード
- UEFAヨーロッパリーグ：1回 (2009-10)
- UEFAスーパーカップ：1回 (2010)

ベシクタシュJK
- テュルキエ・クパス：1回 (2010-11)

### 代表
U-17ポルトガル代表
- UEFA U-17欧州選手権：1回 (1996)

### 個人
- プリメイラ・リーガ年間最優秀選手賞：1回 (2007)

### 勲章
- Medal of Merit, Order of the Immaculate Conception of Vila Viçosa (House of Braganza)[33]